# Боруциці (Лодзинське воєводство)
Боруциці (пол. Borucice) — село в Польщі, у гміні Ґрабув Ленчицького повіту Лодзинського воєводства.
Населення — 176 осіб (2011).
У 1975-1998 роках село належало до Конінського воєводства.

## Демографія
Демографічна структура станом на 31 березня 2011 року:
|          | Загалом | Допрацездатний вік | Працездатний вік | Постпрацездатний вік |
| -------- | ------- | ------------------ | ---------------- | -------------------- |
| Чоловіки | 94      | 21                 | 59               | 14                   |
| Жінки    | 82      | 21                 | 42               | 19                   |
| Разом    | 176     | 42                 | 101              | 33                   |